# EFL Championship de 2016–17
A English Football League Championship de 2016–17 é a 114ª edição da "Segunda Divisão" do futebol Inglês, a vigésima terceira sob o formato atual.

## Times

### Mudança de Times
No final da temporada anterior foram promovidos diretamente para a Premier League o Burnley, e o Middlesbrough, classificados em primeiro e segundo lugar respectivamente, no final da temporada regular. No final do Play-off, depois de ter atingido a 4ª posição na classificação, atingiu a promoção também o Hull City, retornando de maneira imediata para a Premier League. O Charlton Athletic (22°), Milton Keynes Dons (23°) e o Bolton Wanderers (24°) foram rebaixados para a EFL League One de 2016–17. Em seus lugares os três rebaixado da Premier League, são o Newcastle United, Norwich City e o Aston Villa, respectivamente "18°, 19° e 20°", e os três recém-promovidos da League One: Wigan, Burton Albion, e o Barnsley após os play-offs.
| Pos | Promovidos à Premier League |
| --- | --------------------------- |
| 1º  | Burnley                     |
| 2º  | Middlesbrough               |
| 4°  | Hull City (play-offs)       |

| Pos | Rebaixados à EFL Championship |
| --- | ----------------------------- |
| 18º | Newcastle United              |
| 19º | Norwich City                  |
| 20º | Aston Villa                   |

| Pos | Promovidos à EFL Championship |
| --- | ----------------------------- |
| 1º  | Wigan Athletic                |
| 2º  | Burton Albion                 |
| 6º  | Barnsley (play-offs)          |

| Pos | Rebaixados à League One |
| --- | ----------------------- |
| 22º | Charlton Athletic       |
| 23º | Milton Keynes Dons      |
| 24º | Bolton Wanderers        |

## Equipes Participantes
| Equipe                 | Cidade          | Estádio                |
| ---------------------- | --------------- | ---------------------- |
| Aston Villa            | Birmingham      | Villa Park             |
| Barnsley               | South Yorkshire | Oakwell                |
| Birmingham City        | Birmingham      | St Andrew's Stadium    |
| Blackburn              | Blackburn       | Ewood Park             |
| Brentford              | Londres         | Griffin Park           |
| Brighton & Hove Albion | Brighton        | AMEX Community Stadium |
| Bristol City           | Bristol         | Ashton Gate Stadium    |
| Burton Albion          | Staffordshire   | Pirelli Stadium        |
| Cardiff City           | Cardiff         | Cardiff City Stadium   |
| Derby County           | Derby           | Pride Park Stadium     |
| Fulham                 | Londres         | Craven Cottage         |
| Huddersfield Town      | Huddersfield    | Galpharm Stadium       |
| Ipswich Town           | Ipswich         | Portman Road           |
| Leeds United           | Leeds           | Elland Road            |
| Newcastle United       | Newcastle       | St James' Park         |
| Norwich City           | Norwich         | Carrow Road            |
| Nottingham Forest      | Nottingham      | City Ground            |
| Preston North End      | Preston         | Deepdale               |
| Queens Park Rangers    | Londres         | Loftus Road            |
| Reading                | Reading         | Madejski Stadium       |
| Rotherham United       | Rotherham       | New York Stadium       |
| Sheffield Wednesday    | Sheffield       | Hillsborough Stadium   |
| Wigan                  | Wigan           | DW Stadium             |
| Wolverhampton          | Wolverhampton   | Molineux Stadium       |

## Classificação
Atualizado em 7 de maio de 2017
| Pos | Equipes                | Pts | J  | V  | E  | D  | GM | GS | SG  | Classificação ou rebaixamento                    |
| --- | ---------------------- | --- | -- | -- | -- | -- | -- | -- | --- | ------------------------------------------------ |
| 1   | Newcastle              | 94  | 46 | 29 | 7  | 10 | 85 | 40 | +45 | Promoção à Premier League de 2017–18             |
| 2   | Brighton & Hove Albion | 93  | 46 | 28 | 9  | 9  | 74 | 40 | +34 | Promoção à Premier League de 2017–18             |
| 3   | Reading                | 85  | 46 | 26 | 7  | 13 | 68 | 64 | +4  | Classificação para os play-offs                  |
| 4   | Sheffield Wednesday    | 81  | 46 | 24 | 9  | 13 | 60 | 45 | +15 | Classificação para os play-offs                  |
| 5   | Huddersfield Town      | 81  | 46 | 25 | 6  | 15 | 56 | 58 | –2  | Classificação para os play-offs                  |
| 6   | Fulham                 | 80  | 46 | 22 | 14 | 10 | 85 | 57 | +28 | Classificação para os play-offs                  |
| 7   | Leeds United           | 75  | 46 | 22 | 9  | 15 | 61 | 47 | +14 |                                                  |
| 8   | Norwich City           | 70  | 46 | 20 | 10 | 16 | 85 | 69 | +16 |                                                  |
| 9   | Derby County           | 67  | 46 | 18 | 13 | 15 | 54 | 50 | +4  |                                                  |
| 10  | Brentford              | 64  | 46 | 18 | 10 | 18 | 75 | 65 | +10 |                                                  |
| 11  | Preston North End      | 62  | 46 | 16 | 14 | 16 | 64 | 63 | +1  |                                                  |
| 12  | Cardiff City           | 62  | 46 | 17 | 11 | 18 | 60 | 61 | –1  |                                                  |
| 13  | Aston Villa            | 62  | 46 | 16 | 14 | 16 | 47 | 48 | –1  |                                                  |
| 14  | Barnsley               | 58  | 46 | 15 | 13 | 18 | 64 | 67 | –3  |                                                  |
| 15  | Wolverhampton          | 58  | 46 | 16 | 10 | 20 | 54 | 58 | –4  |                                                  |
| 16  | Ipswich Town           | 55  | 46 | 13 | 16 | 17 | 48 | 58 | –10 |                                                  |
| 17  | Bristol City           | 54  | 46 | 15 | 9  | 22 | 60 | 66 | –6  |                                                  |
| 18  | Queens Park Rangers    | 53  | 46 | 15 | 8  | 23 | 52 | 66 | –14 |                                                  |
| 19  | Birmingham City        | 53  | 46 | 13 | 14 | 19 | 45 | 64 | –19 |                                                  |
| 20  | Burton Albion          | 52  | 46 | 13 | 13 | 20 | 49 | 63 | –14 |                                                  |
| 21  | Nottingham Forest      | 51  | 46 | 14 | 9  | 23 | 62 | 72 | –10 |                                                  |
| 22  | Blackburn Rovers       | 51  | 46 | 12 | 15 | 19 | 53 | 65 | –12 | Zona de Rebaixamento à EFL League One de 2017-18 |
| 23  | Wigan                  | 42  | 46 | 10 | 12 | 24 | 40 | 57 | –17 | Zona de Rebaixamento à EFL League One de 2017-18 |
| 24  | Rotherham United       | 23  | 46 | 5  | 8  | 33 | 40 | 98 | –58 | Zona de Rebaixamento à EFL League One de 2017-18 |

### Play-Offs
Os Play-offs são jogados entre os times que terminaram entre o terceiro e o sexto lugar, com o vencedor final ganhando a promoção à Premier League. A semifinal dos play-offs terão o sexto colocado enfrentando o terceiro e o quinto enfrentando o quarto colocado. O time que terminar na posição mais baixa jogará o jogo de ida em casa e o de volta como visitante. Se o placar agregado estiver empatado após os dois jogos, então a prorrogação será jogada. Se o placar permanecer empatado, a vaga será decidida nos pênaltis. Gols fora de casa não contam.
Os vencedores das duas semifinais irão se enfrentar no Wembley Stadium em 28 de maio de 2017 na Final do Play-Off. O jogo é conhecido como o jogo mais rico do futebol, já que promoção à Premier League irá ajudar financeiramente o clube que alcançá-lo.

#### Esquema
|  | Semifinais          | Semifinais        | Semifinais | Semifinais |       |         | Final | Final | Final | Final |
|  |                     |                   |            |            |       |         |       |       |       |       |
|  | Fulham              | 1                 | 0          | 1          |       |         |       |       |       |       |
|  | Reading             | 1                 | 1          | 2          |       |         |       |       |       |       |
|  | Reading             | 1                 | 1          | 2          |       | Reading | 0     | –     | 0 (3) |       |
|  |                     |                   |            |            |       | Reading | 0     | –     | 0 (3) |       |
|  |                     | Huddersfield Town | 0          | –          | 0 (4) |         |       |       |       |       |
|  | Huddersfield Town   | Huddersfield Town | 0          | –          | 0 (4) | 0       | 1     | 1 (4) |       |       |
|  | Huddersfield Town   |                   |            |            |       | 0       | 1     | 1 (4) |       |       |
|  | Sheffield Wednesday | 0                 | 1          | 1 (3)      |       |         |       |       |       |       |

#### Semifinais

##### Jogos de Ida
| 13 de maio de 2017 | Fulham      | 1 – 1     | Reading   | Craven Cottage, Londres                 |
| 17:30 (UTC+1)      | Cairney 65' | Relatório | 53' Obita | Público: 23 717 Árbitro: Stuart Attwell |

| 14 de maio de 2017 | Huddersfield Town | 0 – 0     | Sheffield Wednesday | Galpharm Stadium, Huddersfield        |
| 12:00 (UTC+1)      |                   | Relatório |                     | Público: 20 357 Árbitro: Paul Tierney |

##### Jogos de Volta
| 16 de maio de 2017 | Reading              | 1 – 0     | Fulham | Madejski Stadium, Reading                |
| 19:45 (UTC+1)      | Kermorgant 49' (pen) | Relatório |        | Público: 22 044 Árbitro: Martin Atkinson |

| 17 de maio de 2017 | Sheffield Wednesday | 1 – 1 (pro) | Huddersfield Town | Hillsborough Stadium, Sheffield         |
| 19:45 (UTC+1)      | Fletcher 51'        | Relatório   | 73' Lees          | Público: 32 625 Árbitro: Andre Marriner |

|                                       |       | Penalidades                  |  |
| Hutchinson Bannan Lee Hunt Forestieri | 3 – 4 | Löwe Hefele Wells Mooy Payne |  |

#### Final
| 28 de maio de 2017 | Huddersfield Town | 0 – 0 (pro) | Reading | Estádio de Wembley, Londres             |
| 15:00 (UTC+1)      |                   | Relatório   |         | Público: 76 682 Árbitro: Neil Swarbrick |

|                                  |       | Penalidades                           |  |
| Löwe Hefele Wells Mooy Schindler | 4 – 3 | Kermorgant Williams Kelly Moore Obita |  |

Huddersfield Town venceu os play-offs e se classificou para a Premier League de 2017–18

## Estatísticas
| Pos. | Jogador           | Equipe                 | Gols |
| ---- | ----------------- | ---------------------- | ---- |
| 1    | Chris Wood        | Leeds United           | 27   |
| 2    | Tammy Abraham     | Bristol City           | 23   |
| 2    | Dwight Gayle      | Newcastle              | 23   |
| 2    | Glenn Murray      | Brighton & Hove Albion | 23   |
| 5    | Jonathan Kodjia   | Aston Villa            | 19   |
| 6    | Yann Kermorgant   | Reading                | 18   |
| 7    | Cameron Jerome    | Norwich City           | 16   |
| 8    | Scott Hogan       | Aston Villa            | 15   |
| 8    | Anthony Knockaert | Brighton & Hove Albion | 15   |
| 8    | Lasse Vibe        | Brentford              | 15   |

| Pos. | Jogador         | Equipe                 | Assists. |
| ---- | --------------- | ---------------------- | -------- |
| 1    | Conor Hourihane | Barnsley / Aston Villa | 14       |
| 2    | Albert Adomah   | Aston Villa            | 10       |
| 2    | Sone Aluko      | Fulham                 | 10       |
| 2    | Tom Cairney     | Fulham                 | 10       |
| 2    | Wes Hoolahan    | Norwich City           | 10       |
| 2    | Tommy Smith     | Huddersfield Town      | 10       |
| 7    | Paul Gallagher  | Preston North End      | 9        |
| 7    | Tom Lawrence    | Ipswich Town           | 9        |
| 7    | Garath McCleary | Reading                | 9        |
| 7    | Aiden McGeady   | Preston North End      | 9        |

### Hat-tricks
Atualizado em 16 de maio de 2017
| Jogador         | Para                   | Contra            | Resultado | Data                    | Ref.   |
| --------------- | ---------------------- | ----------------- | --------- | ----------------------- | ------ |
| Grant Ward      | Ipswich Town           | Barnsley          | 4–2       | 6 de agosto de 2016     | [ 4 ]  |
| Scott Hogan     | Brentford              | Preston North End | 5–0       | 17 de setembro de 2016  | [ 5 ]  |
| Dwight Gayle    | Newcastle United       | Norwich City      | 4–3       | 28 de setembro de 2016  | [ 6 ]  |
| Glenn Murray    | Brighton & Hove Albion | Norwich City      | 5–0       | 29 de Outubro de 2016   | [ 7 ]  |
| Henri Lansbury  | Nottingham Forest      | Barnsley          | 5–2       | 25 de novembro de 2016  | [ 8 ]  |
| Dwight Gayle    | Newcastle United       | Birmingham City   | 4–0       | 10 de dezembro de 2016  | [ 9 ]  |
| Nélson Oliveira | Norwich City           | Derby County      | 3–0       | 2 de janeiro de 2017    | [ 10 ] |
| Jota Peleteiro  | Brentford              | Rotherham United  | 4–2       | 25 de fevereiro de 2017 | [ 11 ] |
| David Nugent    | Derby County           | Fulham            | 4–2       | 4 de abril de 2017      | [ 12 ] |
| Nick Powell     | Wigan                  | Barnsley          | 3–2       | 13 de abril de 2017     | [ 13 ] |